# Eva Gómez
Eva María Gómez Sánchez (née le 30 juin 1971 à Séville, Andalousie), est une journaliste et animatrice de télévision chilienne d'origine espagnole.

## Télévision

### Émissions
- 2001-2003 : SQP (Chilevisión) : Productrice journalistique
- 2003-2010 : El diario de Eva (Chilevisión) : Animatrice
- 2004 : Angeles (Chilevisión) : Animatrice (avec Ivette Vergara et Liliana Ross)
- 2005-2006 : Historias de Eva (Chilevisión) : Animatrice
- 2007 : Altazor Awards (Chilevisión) : Animatrice
- 2007 : Cantando por un Sueño (Canal 13) : Concoursante
- 2007 : Teatro en Chilevision (Chilevisión) : Actrice (un épisode)
- 2009 : Estos niños son imbatibles (Chilevisión) : Animatrice
- 2010 : Don Diablo (Chilevisión) : Actrice
- 2011 : 52e Festival international de la chanson de Viña del Mar (Chilevisión - A&E Network) : Animatrice (avec Rafael Araneda)
- 2011 : Super estrellas (Chilevisión) : Animatrice
- 2012 : 53e Festival international de la chanson de Viña del Mar (Chilevisión - A&E Network) : Animatrice (avec Rafael Araneda)
- 2012-2013 : La mañana de Chilevisión (Chilevisión) : Animatrice (avec Cristián Sánchez)
- 2013 : 54e Festival international de la chanson de Viña del Mar (Chilevisión - A&E Network) : Animatrice (avec Rafael Araneda)
- 2013-2014 : Lo que callamos las mujeres (Chilevisión) : Animatrice
- 2013-2014 : Manos al fuego (Chilevisión) : Animatrice
- 2013-2015 : Talento chileno (Chilevisión) : Animatrice
- 2014 : La mañana de Chilevisión (Chilevisión) : Animatrice remplacement
- 2016 : La divina comida (Chilevisión) : Invitée (1 épisode)
- 2016 : Divino shopping (Chilevisión) : Animatrice
- Depuis 2019 : Así somos (La Red) : Animatrice